# Rajiformes
Ordre
Synonymes
- Batidoidimorpha (non valide)
- Batoidea (non valide)
- Hypotremata (non valide)
- Rajoidei (non valide)

Les Rajiformes constituent un ordre de raies. 
Ce sont des poissons cartilagineux, sans vessie natatoire. Ils sont très plats mais apparentés aux requins. Les jeunes raies ressemblent beaucoup aux jeunes requins. Les poissons-scies leur sont génétiquement proches.
Le terme « raie » dérive du latin raia, terme qui désignait ce type de poisson.

## Systématique

### liste des familles
| Selon World Register of Marine Species (11 mars 2016) : - famille Anacanthobatidae von Bonde & Swart, 1923 -- 3 genres - famille Arhynchobatidae Fowler, 1934 -- 13 genres - famille Crurirajidae Hulley, 1972 -- 1 genre - famille Rajidae de Blainville, 1816 -- 17 genres - famille Rhinobatidae Bonaparte, 1835 -- 11 genres | Selon FishBase (13 avril 2014) : - famille Anacanthobatidae - famille Arhynchobatidae - famille Rajidae - famille Rhinobatidae | Selon ITIS (13 avril 2014) : - famille Anacanthobatidae von Bonde et Swart, 1924 - famille Arhynchobatidae Fowler, 1934 - famille Rajidae Blainville, 1816 |

Les paléontologues comptent parmi les premières espèces de raies connues, ayant vécu au début du Crétacé supérieur (il y a près de 100 millions d'années), Cyclobatis (Egerton, 1844) et Rajorhina expansa (Davis, 1887), classées dans l'ordre des Rajiformes, dont les fossiles, en très bon état de conservation, ont été découverts dans les couches à poissons du Mont-Liban.

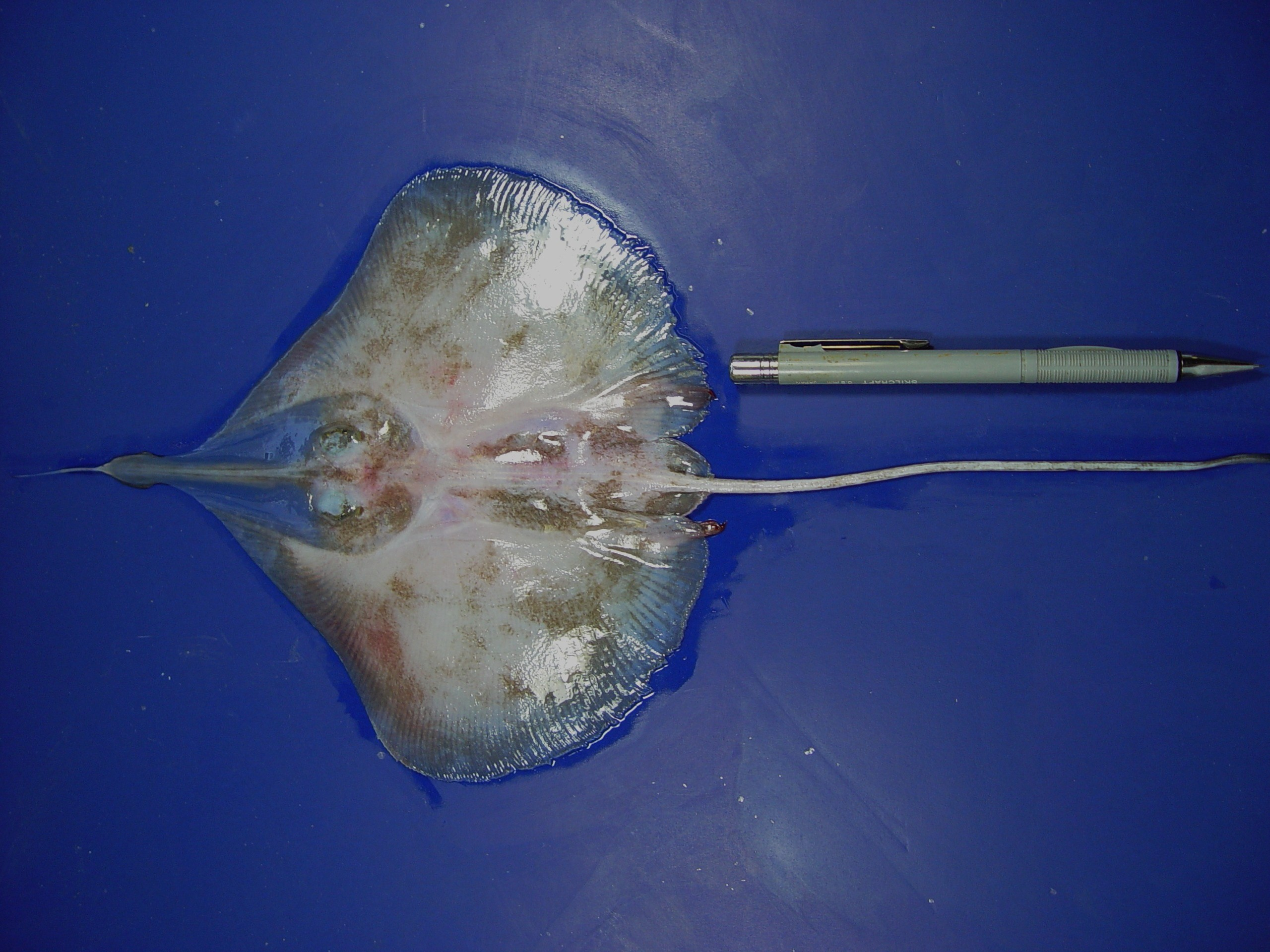
Anacanthobatis folirostris, une Anacanthobatidae
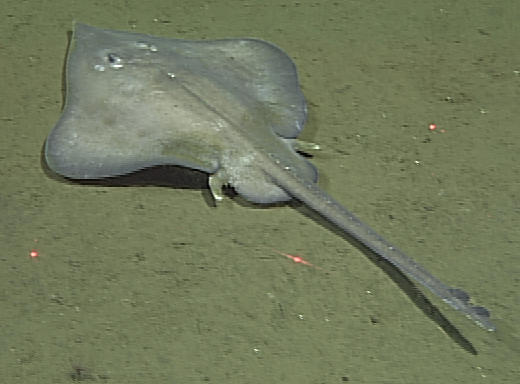
Bathyraja abyssicola, une Arhynchobatidae
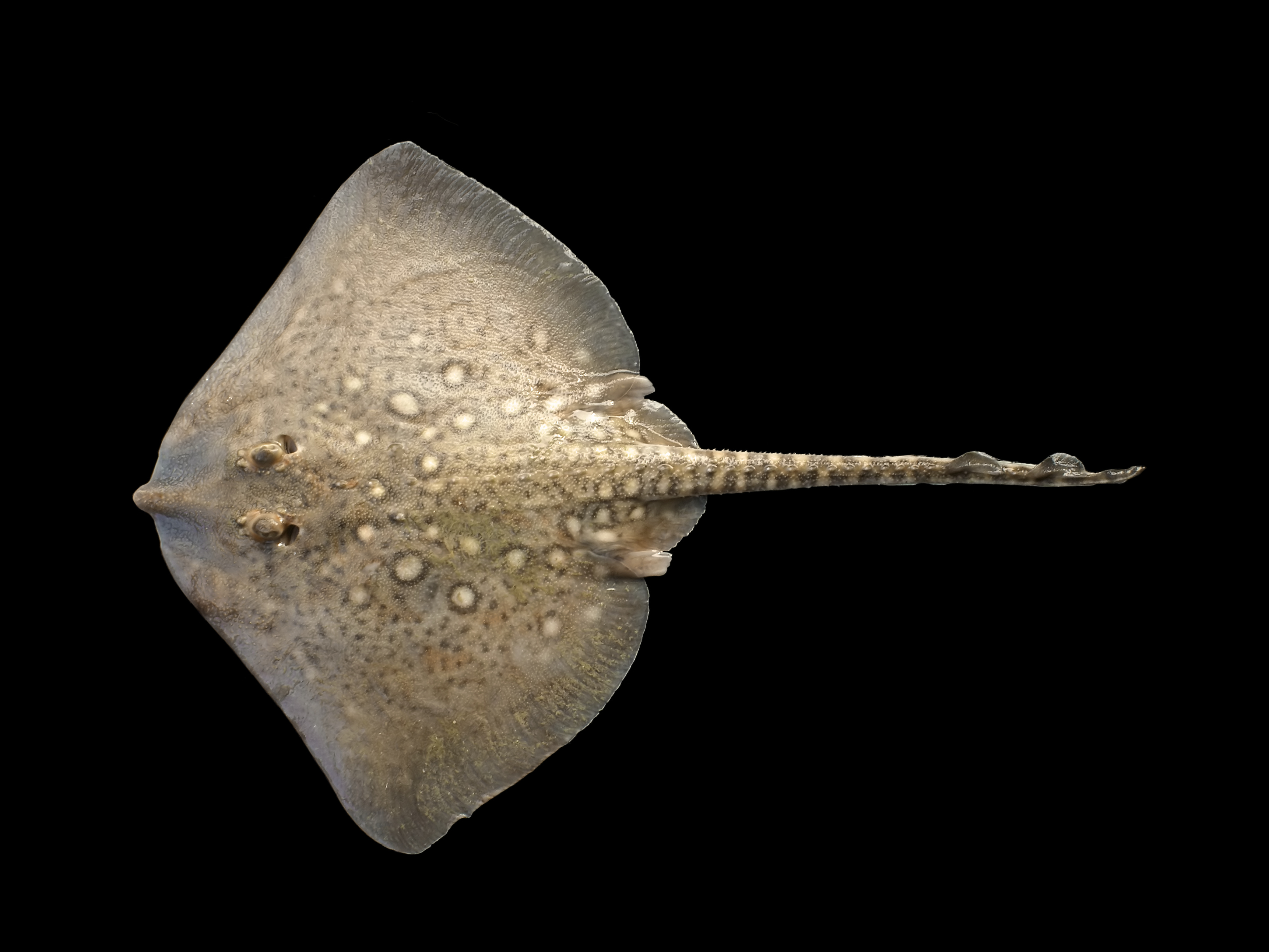
Raja clavata, une Rajidae
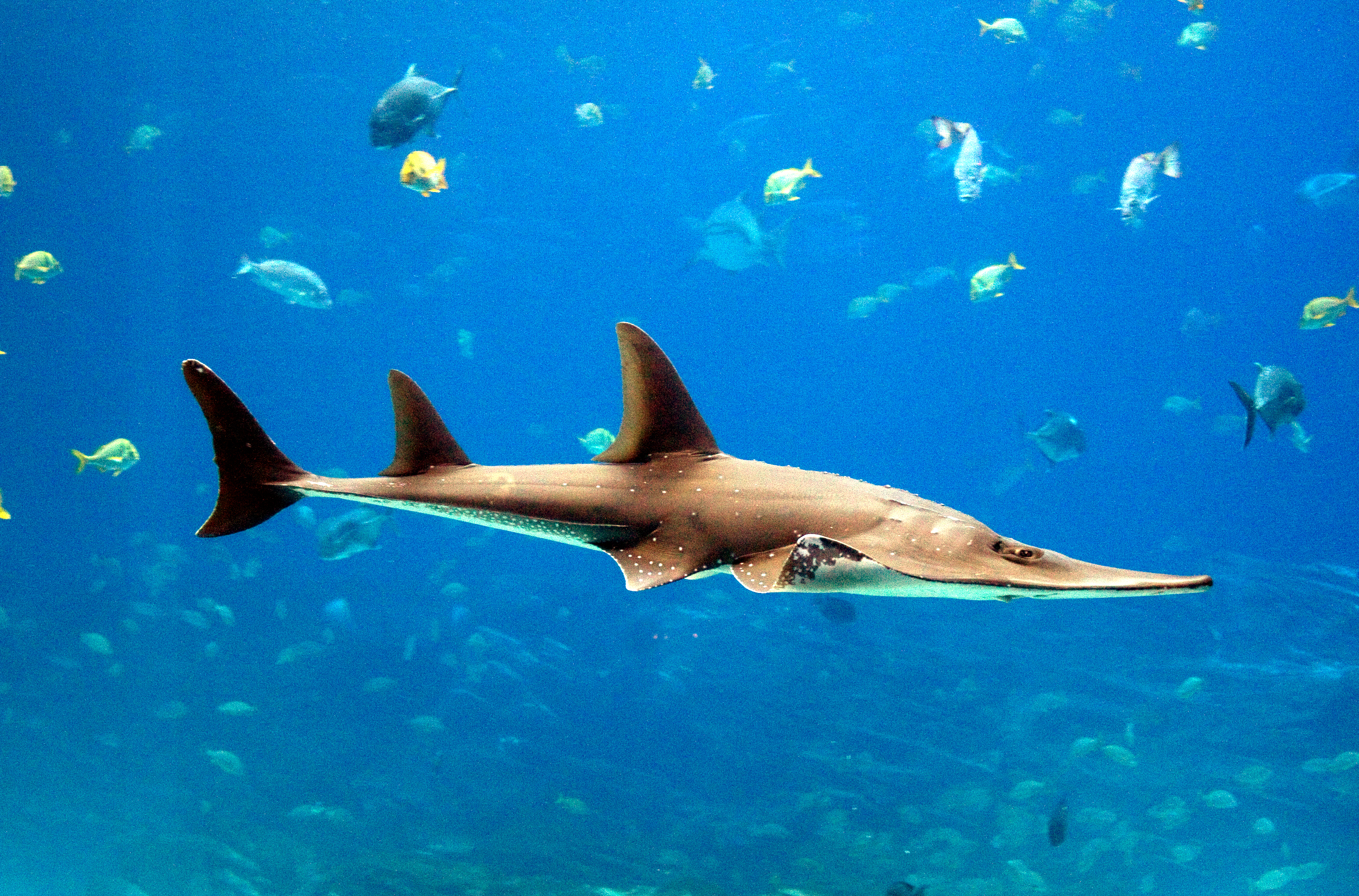
Rhynchobatus djiddensis, une Rhinobatidae
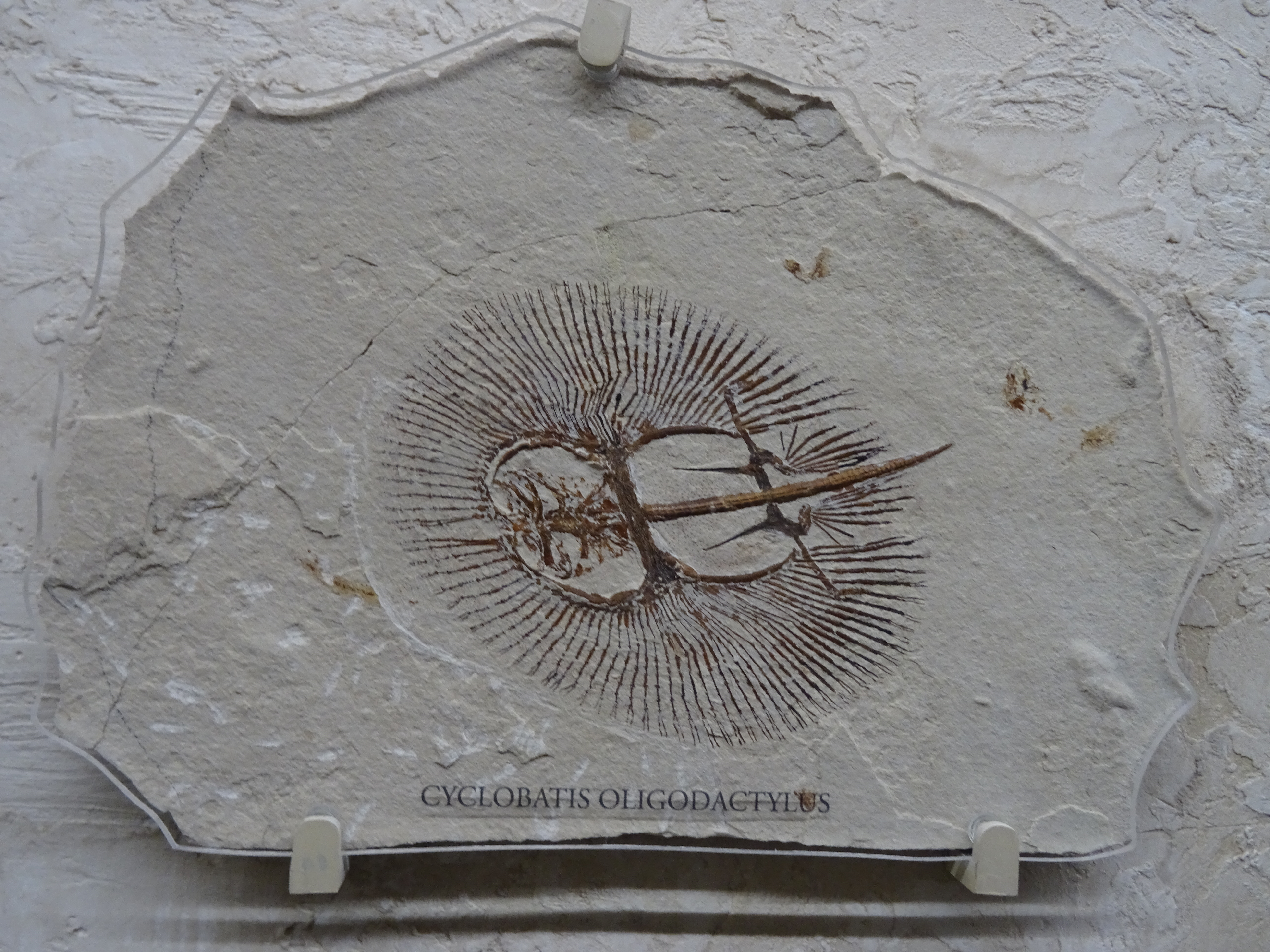
Fossile de Cyclobatis oligodactylus, Mim Museum